# Balvi
Balvi è un comune della Lettonia di 15.834 abitanti (dati 2009)

## Geografia antropica

### Suddivisioni amministrative
Il comune è stato istituito nel 2009 ed è formato dalle seguenti unità amministrative:
- Balvi sede comunale
- Balvi (territorio rurale)
- Bērzkalne
- Bērzpils
- Briežuciems
- Krišjāņi
- Kubuļi
- Lazduleja
- Tilža
- Vectilža
- Vīksna